# 夏普斯堡 (愛荷華州)
夏普斯堡（英語：Sharpsburg）是一個位於美國愛荷華州泰勒縣的城市。

## 地理
夏普斯堡的座標為40°48′08″N 94°38′25″W / 40.80222°N 94.64028°W，而該地的平均海拔高度為389米（即1276英尺）。

## 人口
根據2010年美國人口普查的數據，夏普斯堡的面積為0.96平方千米，當中陸地面積為0.93平方千米，而水域面積為0.03平方千米。當地共有人口89人，而人口密度為每平方千米92人。